# Paramiana callaisata
Paramiana callaisata är en fjärilsart som beskrevs av Blanchard 1972. Paramiana callaisata ingår i släktet Paramiana och familjen nattflyn. Inga underarter finns listade i Catalogue of Life.